# 飓风乔治的气象历史
飓风乔治的气象历史从1998年9月15日开始，同年10月1日结束，一共持续了17天。飓风乔治源于1998年9月中旬离开非洲海岸的一股东风波，系统向西移动，于两天后催生出低气压区并很快强化成热带低气压。9月16日，低气压升级成热带风暴并获名“乔治”，并且次日就达到飓风强度。接下来的几天时间里，风暴中发展出风眼，周围有持续存在的深层大气对流围绕。飓风向西北偏西方向移动，在此期间因强烈的外流和温暖的海面温度而继续强化，于9月20日达到最大持续风速每小时250公里的最高强度，仅略低于萨菲尔-辛普森飓风等级下的五级飓风标准，气压也降至937毫巴（百帕，27.67英寸汞柱）。
接下来的5天时间里，乔治行经大安的列斯群岛并先后5次登陆，其中4次有三级飓风强度，一次为一级飓风强度。进入加勒比海后不久，风暴略有减弱，但又在穿越波多黎各前重新增强成大型飓风。经过又一次小幅减弱后，气旋在多明尼加共和国附近迅速组织，重新发展出清晰的风眼和良好的外流，令乔治在登陆前达到风力时速195公里强度。途经伊斯帕尼奥拉岛期间，系统对流受到严重扰乱，但乔治仍然保持着飓风强度。9月23日，风暴以飓风最低标准强度从古巴东南部登陆。
到了9月25日，乔治已进入墨西哥湾并增强成二级飓风。风暴在海湾内重新组织，再度形成完整的风眼，环流中心也有深层对流围绕。9月27日，飓风风速达到每小时175公里。次日再度登陆前数小时，风暴略有减弱，从密西西比州比洛克西附近以风力时速165公里强度上岸。乔治的前进速度在登陆后减缓，并短暂形成顺时针环形路径，然后保持向东飘流。气旋逐渐减弱，到9月29日下午时已降级成热带低气压。两天后，乔治在佛罗里达州大西洋近海完全消散。

## 形成和强化

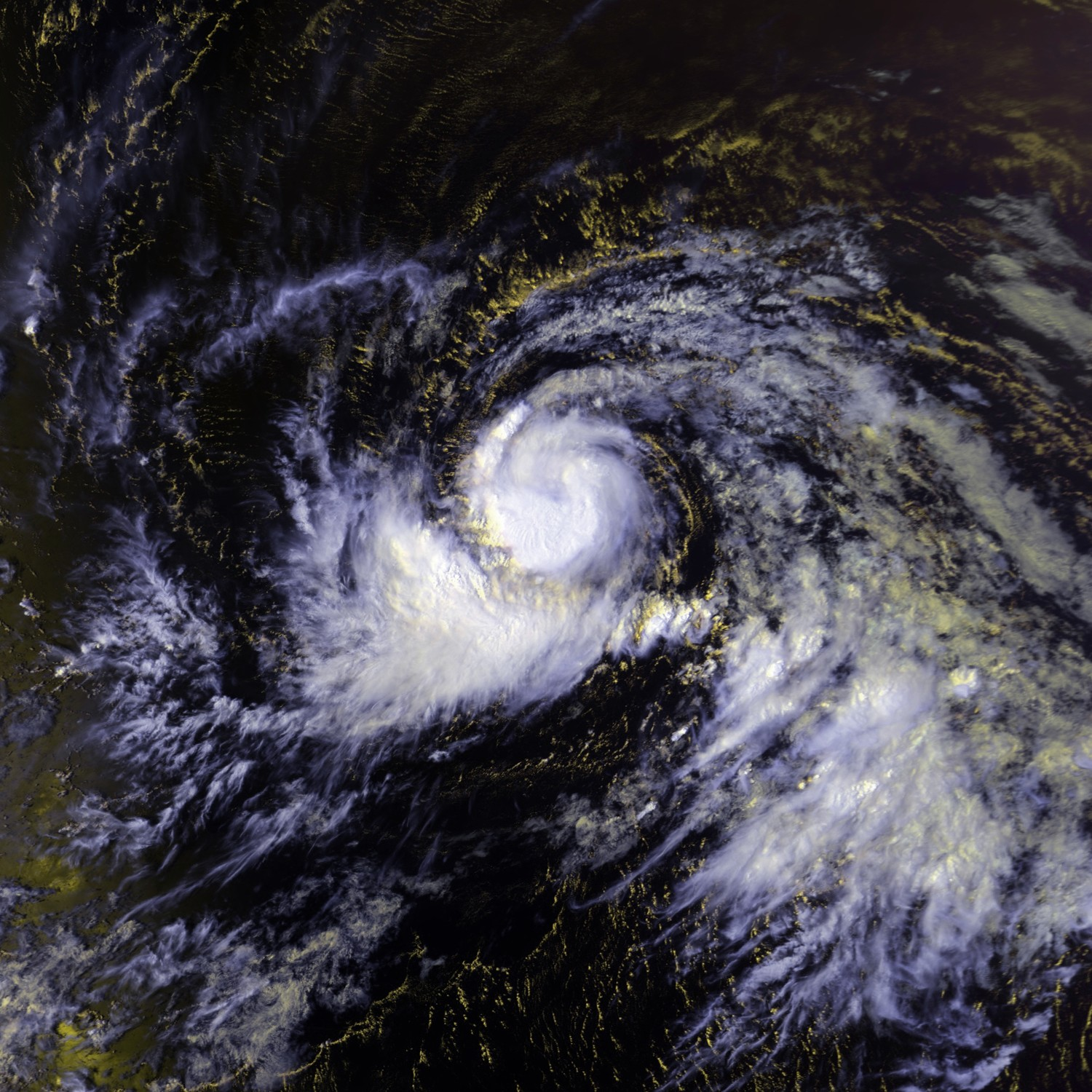
即将达到飓风强度标准的热带风暴乔治

1998年9月13日晚，一股东风波离开非洲西海岸。次日，系统发展出大规模深层对流区，气象部门因此开始启用德沃夏克分析法对之进行分析。到了9月15日，行经东风波附近的多艘船只报告这里已经发展出表面环流，美国国家飓风中心估计，1998年大西洋飓风季的第七号热带低气压于协调世界时中午12点在佛得角西南偏南方向约555公里海域发展形成。由于北面有中层高压脊向西沿伸，第七号热带低气压总体向正西方向移动。这天接下来的时间里，系统周围有带状特征发展出来，并且深层对流也围绕环流中心集中。成为热带低气压约24小时后，美国国家飓风中心将系统升级成热带风暴并以“乔治”（Georges）命名。
由于受到持续存在的对流层中到上层高压脊的影响，乔治在接下来的10天时间里总体保持向西北偏西方向移动。系统发展出强劲的外流并逐渐增强，并且较高的海面温度也使系统得以进一步发展。东向风切变对风暴外流构成不利影响，但之前由两片深层对流区环绕的系统中心仍然位于雷暴活动区的下方。到了9月17日凌晨时分，环流中已发展出风眼墙，表明乔治的强度正在接近飓风标准。

## 达到最高强度并逼近小安的列斯群岛
9月17日晚，卫星图像显示风暴中已有带状眼型特征出现，美国国家飓风中心因此在这天下午18点将乔治升级成飓风。次日，飓风上空开始有反气旋形成，风暴外流因此增强。几小时后，乔治成为二级飓风，风眼周围的持续风速提高到每小时155公里。美国国家飓风中心认为，没有任何因素阻止风暴进一步发展，所以乔治很可能会在到达小安的列斯群岛前达到四级飓风标准。9月18日晚，系统中开始发展出同心风眼墙，飓风短暂停止增强并进入眼墙置换循环，开始形成另一个尺寸更大的风眼。

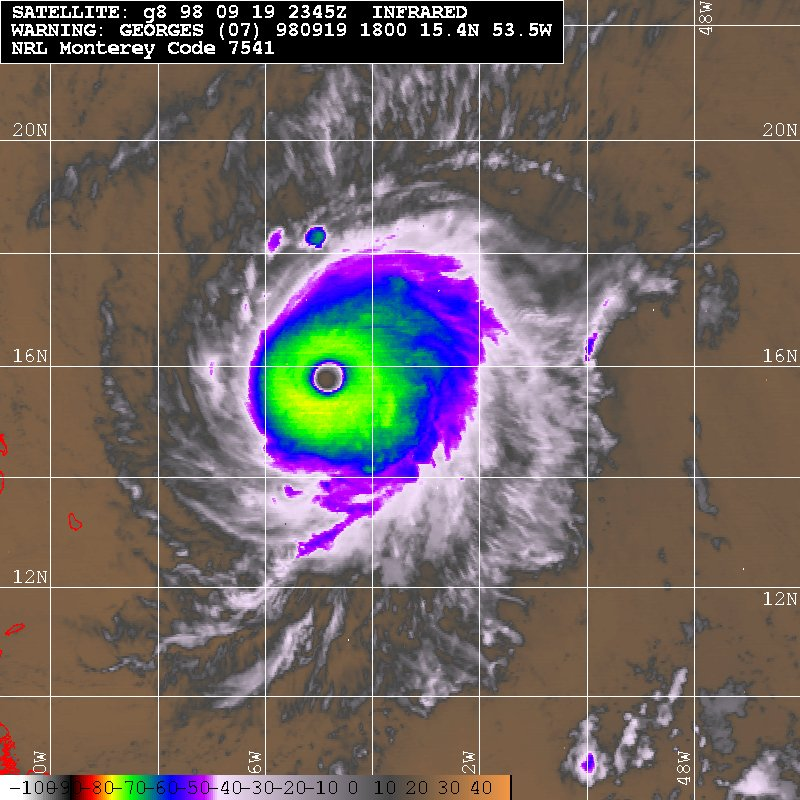
即将达到最高强度的飓风乔治

9月19至20日，乔治进入爆发性增强期，风力时速在24小时里提高了85公里之多。这一周期结束时，乔治已达到最大持续风速每小时250公里，最低气压937毫巴（百帕，27.68英寸汞柱）的最高强度，仅略低于五级飓风标准。一架飓风猎人侦察机飞入达到最高强度的气旋，测得飞行高度层的风力高达每小时270公里，经投落送测得的地表风力时速更达280公里。其中一个投落送测得低层风眼墙的风速有每小时307公里，但气象部门认为这一数据过高，不能代表乔治的实际强度，因此未予采纳。侦察机还发现飓风的热带风暴强度风场范围出现大幅扩张，美国国家飓风中心因此向小安的列斯群岛发布热带风暴警告。。乔治达到最高强度时，其风眼直径约为55公里。
9月20日达到最高强度后不久，乔治由于受到上层风切变的不利影响而开始减弱，风眼中有云层填入，从卫星图像上失去踪影，风暴关联的对流也变得不及之前对称。但是，乔治在9月21日仍然保持着大型飓风强度。由于风切变已经限制住飓风的部分外流，系统继续减弱。9月21日早上4点30分，乔治以风力时速185公里强度登陆安地卡岛，并且数小时后又直接从圣基茨岛上空穿过。经过圣基茨岛后不久，乔治降级为二级飓风，风速降至每小时175公里。

## 加勒比群岛

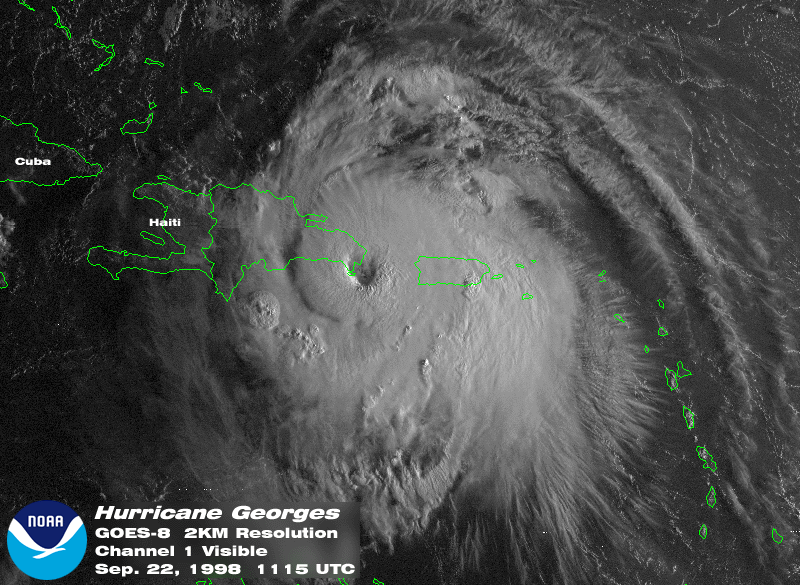
飓风乔治登陆多明尼加共和国

9月21日晚，风暴逼近波多黎各，风切变开始减少，乔治因此再度组织起来，但由于接近陆地，其外流无法得到充分发展。晚上22点左右，气旋再次达到三级飓风强度，并以风力时速185公里强度登陆波多黎各，然后就开始再度弱化。数小时后，风暴进入莫纳海峡并开始重新组强。乔治在逼近多明尼加共和国期间出人意料地发展出清晰的风眼并开始增强，风速达到每小时195公里，卫星图像还显示风暴已重回四级飓风强度。9月22日中午12点30分，乔治以三级飓风强度登陆多明尼加共和国。
气象部门估计，伊斯帕尼奥拉岛的山区地形会是风暴减弱的显著因素，但即便是在登陆6小时后，乔治的风眼仍然清晰可见，外流也保持强劲，带状特征紧急组织在气旋周围。不过到了9月23日，系统中心已经变得模糊，飓风猎人无法飞入风暴执行侦察任务，直到乔治回到海上才得以继续。飓风的核心受到伊斯帕尼奥拉岛上海拔3000米山脉的严重干扰，气旋组织结构变得非常混乱，但途经伊斯帕尼奥拉岛期间，系统一直保持着飓风强度。

位于佛罗里达礁岛群上空的飓风乔治

9月23日下午，风暴进入向风海峡，并且保持着大规模环流，并带有眼状特征和层次分明的雨带。乔治在这天接下来的时间里基本没有发生变化，然后以风力时速120公里强度在关塔那摩湾附近进行第5次登陆。由于受到东北方向的中到上层高气压区和尤卡坦半岛上空的中到下层低气压共同影响，气旋开始略朝西北转向。途经古巴期间，乔治的中心已经模糊不清，但仍然保持着层次分明的外流格局。到9月24日，风暴已进入古巴以北洋面并开始再度发展出风眼墙。

## 墨西哥湾及消亡
9月25日，飓风逼近佛罗里达礁岛群，其中已再度发展出风眼，在卫星图像上也变得更加清晰。气旋再度强化，于下午15点30分左右以风速每小时160公里强度从基韦斯特岛附近登陆。飓风转向西北偏西，预测模型表明乔治会在沿墨西哥湾沿岸地区登陆前再度达到三级飓风标准。由于风眼向西面摆动，风暴的前进速度较为缓慢，导致行进轨迹很不规则。估计垂直风切变的风速高达每小时55公里，使得外流被限制在飓风以内，大部分力道较强的对流也都局限在环流东侧。

9月28日从密西西比州比洛克西附近登陆数小时后的飓风乔治

9月26至27日，气旋转向西北并继续缓慢移动。9月26日下午，系统的风场变得不对称，只有东侧才有飓风强度风力存在。这天晚上，中心附近的风力时速已降至175公里，略低于大型飓风标准。这时，系统已经不大可能再出现爆发性增强。
9月28日，乔治的中心气压继续下降，最低降至961毫巴（百帕，28.39英寸汞柱）。路易斯安那州的新奥尔良这时已经可以看到飓风，雷达图像则显示系统中的风眼墙已经不完整。风暴继续缓慢前进，风眼墙周围的风速略有下降。上午11点30左右，乔治以风力时速160公里强度最后一次从密西西比州的比洛克西附近登陆。上岸数小时后，气旋降级成1级飓风并基本停止前进。由于风暴移动缓慢，整个美国东南部极高的降雨量，其中又以佛罗里达州的曼森（Munson）最高，达977毫米。
到9月29日晚，乔治已降级成热带风暴，其行进路线也在密西西比州南部上空形成很小的顺时针环。随后，风暴开始加速向西北偏西方向移动。中午12点左右，乔治降级成热带低气压，美国国家飓风中心也发布了针对这一天气系统的最后一份公告，水文气象预报中心也在几乎同一时间开始发布公告。低气压在墨西哥湾沿岸行进期间保持着层次分明的环流，但环流中心一直位于内陆上空。大量热带水分进入风暴，沿途降下倾盆大雨。到了9月30日，下层环流开始同上层环流分离。水文气象预报中心于10月1日清晨发布针对低气压的最后一份公告，这时系统已接近大西洋，并在数小时后完全消散。

## 解释说明
1. ↑  东风波指的是沿信风移动的低压槽[1]。
2. ↑  大型飓风指最大持续风速达到每小时至少179公里的热带气旋，在萨菲尔-辛普森飓风等级中可以达到三级或以上[1]。